# 100.000-10.000 v.Chr.
De periode 100.000-10.000 v.Chr. is een tijdsbestek in het Pleistoceen en gaat over in het Holoceen  in het begin van het 10e millennium v.Chr.. Uitgedrukt in Before Present is dit van 101.950 tot 11.950.

## Gebeurtenissen
Voor het tijdvak van 100.000 tot 10.000 v.Chr. is het niet eenvoudig een eenduidige tijdlijn op te stellen. Dat komt voor een deel doordat datering met steeds grotere onnauwkeurigheid gepaard gaat naarmate men teruggaat in de tijd. Voor een deel komt het ook doordat het tijdvak door verschillende wetenschappen vanuit hun eigen gezichtspunt bestudeerd wordt. Bij gebrek aan absolute dateringen werken wetenschappers vaak met namen om zo toch zeker te zijn dat zij over dezelfde periode spreken.
Iedere wetenschap (bijvoorbeeld de geologie, paleontologie en archeologie) heeft haar eigen namen voor verschillende tijdvakken. Pas langzamerhand begint het duidelijk te worden hoe deze fasen, tijdperken en culturen qua tijd gerelateerd zijn.
Iedere nieuwe vondst kan de bestaande chronologie weer omverwerpen. Het onderstaande is een poging de verschillende gegevens samen te brengen tot één geheel, in het besef dat veel nog voor verbetering vatbaar is.

### 2.000.000
- Geologen beschouwen deze tijd als het laatste deel van het Pleistoceen. Dit tijdvak begint zo'n 2,6 tot 1,8 miljoen jaar geleden. Het einde van het Pleistoceen wordt meestal gesteld op 11.700 jaar geleden, gevolgd door het Holoceen.

### 300.000
- Begin van het Midden-paleolithicum.
- Eerste aanwijzingen voor de aanwezigheid van de vroege moderne mens in Noord-Afrika, de menselijke schedel gevonden in Djebel Irhoud.

### 200.000
- Genmutatie (tussen 200.000 en 100.000 jaar geleden) maakte dat de tong losser zit en spraak zich kon ontwikkelen.
- Europa en een deel van Azië worden bewoond door neanderthalers. Er is onenigheid of zij een aparte soort Homo neanderthalensis dan wel een aparte ondersoort Homo sapiens neanderthalensis (in plaats van Homo sapiens sapiens) vormden. In deze tijd zijn er voor het eerst bewijzen van doelbewuste begrafenispraktijken.

### 130.000
- Begin van het Eemien, de laatste tussenijstijd. In deze tijd is het klimaat zelfs iets warmer dan nu. Zoals de meeste tussenijstijden zou de warme tijd niet veel meer dan 100 eeuwen duren.

### 80.000
- 77.000 Gebruik van rode oker aangetoond in grotten uit deze tijd in Zuid-Afrika.
- 75.000 Kralen van geslepen schelpen uit deze tijd gevonden, met okersporen.
- 72.000 Gebruik van kleding.

### 70.000
- In deze tijd begint de laatste grote ijstijd, de Würm-ijstijd in Europa en Wisconsin glaciaal in Noord-Amerika.
- Volgens genetische gegevens ging de menselijke soort in deze tijd door een genetische flessenhals. De moderne mens was bijna uitgestorven. Het aantal overlevenden wordt op amper 2000 geschat.
- Menselijke migratie: de anatomisch moderne mens verlaat Afrika en steekt vanuit de woestijn in Ethiopië over naar het "groene" Arabisch Schiereiland.
- Oudste bewijzen van menselijke (neanderthaler) activiteit in Drenthe: vuistbijlen in Anderen en Drouwen.[1]

### 60.000
- 60.000-45.000 Aankomst van de eerste mensen in Australië. Hoewel het zeeniveau veel lager was moeten zij met een vlot of vaartuig het Australische continent bereikt hebben. De Aborigines zouden nooit pijl-en-boog gebruiken en ook nooit aan landbouw doen.
- 53.000 Rond deze tijd was de temperatuur het laagst (Vroeg-Wisconsin)[bron?].

### 50.000
- 50.000 - Uit grafvondsten in onder andere Israël en Zuid-Frankrijk blijkt dat er onder de Neanderthalers zoiets als ritueel en religieuze opvattingen bestond
- 42.000 - Er wordt oker gewonnen uit mijnen in Swaziland
- 41.000 - 1ste Midden-Wisconsin, het ijs is weer opgerukt

### 40.000
- 40.000 In de grotten van Niah (Borneo) en in Wadjak (Java) wonen anatomisch moderne mensen. Men ontdekt grottekeningen daterend uit deze tijd.
- 38.000 Plum-Point interstadiaal, een warmere periode.[bron?]
- 35.000 Begin van het Laat-paleolithicum in Europa.
- 35.000 Geavanceerde jagers, de Europese vroege moderne mensen, beginnen zich vanuit het oosten over Europa uit te breiden. Zij zijn de eerste vertegenwoordigers van Homo sapiens sapiens in dit gebied. Zij zijn de eerste kunstenaars en voeren vernieuwingen door in de technologie van de jacht.
- 35.000 Einde van het Moustérien dat in Europa vanaf ongeveer 120.000 geduurd heeft. De neanderthalers worden geleidelijk verdrongen door de moderne mens, en ten dele door deze geassimileerd.
- 30.000 In de Zhoukoudiangrot in China zijn de bewoners nu niet meer van moderne mensen te onderscheiden. Deze grot heeft ook vondsten uit een veel eerdere tijd (vanaf 450.000) opgeleverd.
- 31.000 2e Mid-Wisconsin. Het ijs is weer op een hoogtepunt.
- vanaf 25.000 Het Gravettien, een cultuur van voornamelijk mammoetjagers verspreidt zich over Europa en tot aan het Baikalmeer toe. Zij laten kunstwerken na, veelal gesneden uit bot of ivoor.

### 30.000
- Laatste vondsten van neanderthalers in Noordoost-Europa
- 25.000-20.000 De mens bereikt Australië vanuit Sundaland, een stuk van zuidelijk Azië dat nu goeddeels onder water staat. Alleen eilanden als Java, Sumatra en Borneo steken nu nog boven water.
- 24.000 Farmdale interstadiaal, een warme periode.
- 24.000 Het ijs begint weer op te rukken. Het Laat-Wisconsin bereikt zijn hoogtepunt rond 17.000 v.Chr.
- 24.000-18.000 Het zeeniveau is erg laag en is sinds 53.000 niet zo laag geweest. Op de Beringlandbrug is er een ijsvrije corridor die het mogelijk maakt het continent van Noord-Amerika te voet te bereiken vanuit Azië. Of de eerste mensen die zich in Amerika vestigden daar ook gebruik van hebben gemaakt is een omstreden zaak. De corridor is in het 10e millennium v.Chr. opnieuw open en sommigen denken dat de weinige archeologische vondsten van voor die datum onbetrouwbaar zijn. Hoewel men in het algemeen wel denkt dat de bevolking van de beide Amerika's via Beringië uit Azië gekomen is, worden de oudste vondsten eerder in het zuiden gedaan dan in of rond Alaska. Zo wordt de vondst in Pedra Furada op 30.000 v.Chr. geschat, maar de vondsten in de Bluefishgrot in Alaska op 13.000.

### 20.000
- 15.000-10.000 De mensen van het Magdalénien zijn begaafde beeldhouwers, schilders en graveurs. Zij laten in de grotten van Lascaux en Altamira indrukwekkende voorbeelden achter. Zij gebruiken oker, hematiet en mangaanhoudende pigmenten.
- 14.000 In Australië sterven rond deze tijd de grote buideldieren uit. Of de mens daartoe heeft bijgedragen is niet duidelijk. Klimaatsveranderingen zijn een belangrijke mogelijkheid. Het continent wordt steeds woestijnachtiger.
- 14.000 Het Laat-paleolithicum (de late oude steentijd); rendierjagers woonden in het weidse toendragebied. Zij braken geregeld hun tenten op om de jaarlijkse trekbewegingen van de kudden te volgen.
- 13.000 De mesolithische of Late Jachtculturen beginnen in het Midden-Oosten, bijvoorbeeld in het Zagrosgebergte. Er worden voor het eerst microlieten en maalstenen voor het verwerken van wilde graansoorten aangetroffen. (De term mesolithicum wordt nu door vele archeologen alleen gebruikt voor die gebieden waar de ijstijden een belangrijke invloed hadden. Elders (zoals in Zuid-Europa) prefereert men epipaleolithicum.)
- Het dorp van Monte Verde uit de Vroege Lithische periode (ca. 11.000 v.Chr.) in Zuid-Chili is goed bewaard in een veenmoeras en bevat houten gebouwen, artefacten, voedselresten en geneesmiddelen.
- 12.000 Two Creeks-interstadiaal, een warmere periode. Het ijs begint zich terug te trekken. Dit is onderdeel van de algemene opwarmingstrend. Een van de gevolgen zou zijn dat granen zich in de vruchtbare sikkel (Israël, Palestina, Libanon, Noord-Syrië, Zuid-Anatolië en Noord-Irak) goed kunnen ontwikkelen.
- 12.000 In de IJstijd wonen in het toendragebied van het huidige Nederland de eerste anatomisch moderne mensen (Homo sapiens sapiens), zij zijn jagers, vissers en verzamelaars die eenvoudig gereedschap gebruiken. Werktuigen, zoals messen, bijlen of hamers worden van steen gemaakt.
- 12.000-9000 Begin van sedentarisatie in de vruchtbare sikkel in Zuidwest-Azië. De mensen leggen er voorraadplaatsen van voedsel (voornamelijk granen) aan. In het begin leven ze semi-nomadisch, ze trekken rond en hebben meer dan één vaste woonplaats. Dit evolueert langzaam maar zeker naar één vaste woonplaats. In Noord-Israël is bijvoorbeeld in Mallaha een gehucht gevonden met vijf of zes ronde hutten die half ingegraven waren en dateren tussen 12.500 en 10.000 v.Chr.
- 11.000 Begin van de Jongere Dryas, een koude periode die een tijdelijke ommekeer in de opwarmingstrend weerspiegelt. Dit is mogelijk veroorzaakt doordat de zuidelijke tong van de Noord-Amerikaanse Laurentide-ijskap (waar nu het Bovenmeer ligt) zich ver genoeg heeft teruggetrokken zodat het gigantische Agassizmeer, dat daarachter ligt en grote delen van West-Ontario, Manitoba en Saskatchewan bedekt, leeg kan lopen in de Saint Lawrencebaai. De hoeveelheid koud zoet water die zo in de oceaan terechtkomt is erg groot. Bovendien verandert de warmtebalans op het Noord-Amerikaanse continent.
- ca. 10.500 In Japan wordt aardewerk vervaardigd. In de Fukuigrot is het oudste aardewerk ooit gevonden.

### 10.000
- Zie 10e millennium v.Chr.

<<< · 10e · 9e · 8e · 7e · 6e · 5e · 4e · 3e · 2e · 1e · "0" · 1e · 2e · 3e · 4e